# Nuestra Señora de Bechouat
Nuestra Señora de Bechouat es una advocación mariana venerada en Bechouat, en el valle de la Becá (Líbano).
En 1741, una estatua de madera bizantina de la Virgen María fue descubierta en una cueva, sobre la cual se construyó posteriormente una iglesia (el Santuario de Nuestra Señora de Bechouat) que actualmente constituye un lugar de peregrinación, siendo costumbre que muchos fieles pasen la noche rezando o meditando junto a las puertas del templo.

## Milagros
Nuestra Señora de Bechouat es acreedora de numerosos milagros, con miles de devotos peregrinando desde la aldea de Bechouat hasta el santuario donde se custodia la imagen, una réplica de Nuestra Señora de Pontmain elaborada en 1880 y trasladada a su destino actual por encargo de un sacerdote jesuita a peticición de los feligreses tras el incendio del templo a comienzos del siglo xx.
Uno de los milagros atribuidos a Nuestra Señora de Bechouat fue presenciado por Tony Sukkar, un libanés de 37 años residente en Nueva York. Sukkar sufría de una enfermedad crónica que le había paralizado por completo la parte superior del cuerpo; durante una visita al Líbano, el hombre acudió al santuario y rezó a la Virgen, a quien pidió ser curado de su dolencia. Poco después, Sukkar se recuperó y pudo moverse sin problemas, fabricando una estatua de la Virgen en su ciudad natal, Deir Al-Ahmar, en señal de agradecimiento.
Otro milagro fue atestiguado por Mohammed Naef Al-Awwad Al-Hawadi, un niño de 10 años; mientras acompañaba a sus padres, musulmanes oriundos de Jordania, durante una peregrinación al templo, el pequeño declaró haber visto parpadear a la estatua, al igual que muchos fieles que pasaron la noche allí, quienes afirmaron haber visto cómo los ojos, las manos y el rosario de la Virgen se movían.